# SCAM Spa
SCAM Spa je italijanski proizvajelec lahkih 4×4 tovornjakov. Podjetje je bilo ustanovljeno leta 1995. Podjetje že od začetka sodeluje z Ivecom, tovornjaki SCAM so razviti na šasiji Iveco Daily.